# Planetside
Planetside är ett datorspel (MMOFPS) tillverkat av Verant Interactive.
Verant blev sedermera uppköpt av Sony Online Entertainment (SOE), som publicerade spelet 6 maj 2003.
Planetside påminner till viss del om spelet Tribes; det finns fordon, och hantering av vapen sker ungefär på samma sätt som i vanliga "shooters".
Den vanlige FPS-spelaren som söker efter en utmaning i snabba reflexer och hög adrenalinnivå kommer nog att bli lite besviken på detta spel, eftersom det inte riktigt har den känsla som krävs för att nå upp till sina konkurrenter bland vanliga (icke-massiva) spel. Det kan nog funka för den som vill ha ett lite långsammare och mer strategiskt actionspel. Vad gäller antalet användare så offentliggör SOE ingen information, och den initiala "hypen" har tonats ner betydligt till förmån för rollspel såsom EverQuest. (En tänkbar slutsats av detta är att PlanetSide inte är speciellt 'massivt'.)